# Dermot O'Hurley
Dermot O'Hurley (Emly, 1530 circa – Dublino, 20 giugno 1584) è stato un religioso francescano irlandese, arcivescovo di Cashel dal 1581: svolse il suo ministero in clandestinità sotto il regno di Elisabetta I Tudor fino a quando, scoperto, fu imprigionato, torturato e impiccato; è stato proclamato beato come martire da papa Giovanni Paolo II nel 1992.

## Biografia
Dermot O'Hurleyè stato un francescano irlandese, arcivescovo di Cashel dal 1581: svolse il suo ministero in clandestinità sotto il regno di Elisabetta I Tudor fino a quando, scoperto, fu imprigionato, torturato e impiccato. 

## Culto
È stato proclamato beato come martire da papa Giovanni Paolo II nel 1992.
Secondo il Martirologio Romano il giorno dedicato al santo è il 20 giugno:
(Martirologio Romano)

## Genealogia episcopale
La genealogia episcopale è:
- Cardinale Girolamo Grimaldi
- Arcivescovo Martinho de Portugal
- Arcivescovo Alfonso Oliva, O.E.S.A.
- Vescovo Girolamo Maccabei
- Papa Gregorio XIII
- Arcivescovo Dermot O'Hurley